# Oberdorf (Obermaiselstein)
Oberdorf (mundartlich: Obrdoarf) ist ein Gemeindeteil der Gemeinde Obermaiselstein im bayerisch-schwäbischen Landkreis Oberallgäu.

## Geographie
Das Dorf circa einen Kilometer östlich des Hauptorts Obermaiselstein.

## Ortsname
Der Ortsname bedeutet zum oberhalb gelegenen Dorf.

## Geschichte
Oberdorf wurde erstmals urkundlich im Jahr 1396 als zem Oberndorf erwähnt. Die Sebastianskapelle wurde 1636 erbaut.

### Egg
Zusammen mit Ober- und Niederdorf wurde für Ried auch historisch die Sammelbezeichnung Egg genutzt, wobei Ober- und Niederdorf das ursprüngliche Egg waren und Ried ein Rodungsausbau davon. Die Einwohner von Ober- und Niederdorf werden zum Teil noch d'Eggar genannt. Egg wurde erstmals 1408 erwähnt. Eine Erwähnung von Visigginegge im 12. Jahrhundert kann wahrscheinlich auch hierher bezogen werden, deren Einwohner freie Bauern oder Ritterbürtige waren. In Egg lebten rotehnfelsische und heimenhofische Eigenleute.

## Baudenkmäler
Siehe: Liste der Baudenkmäler in Oberdorf